# Stenopsychidae
Stenopsychidae – rodzina owadów wodnych z rzędu Trichoptera – chruściki, z nadrodziny Philopotamoidea. W Polsce nie występują. Są to chruściki średniej wielkości. W rodzinie wyróżniono trzy rodzaje z kilkudziesięcioma gatunkami, występującymi w krainie (regiony zoogeograficzne): Etiopskiej, Palearktyce, Orientalnej i Australijskiej.
Systematyka:
- Pseudostenopsyche
- Stenopsyche
- Stenopsychodes